# 都城市立木之川内小学校
都城市立木之川内小学校（みやこのじょうしりつ このがわちしょうがっこう）は、宮崎県都城市山田町山田にある公立の小学校。

## 概要
歴史
1936年（昭和11年）に山田尋常高等小学校から分離する形で創立。現校名となったのは2006年（平成18年）。2021年（令和3年）に創立85周年を迎えた。
校章
校歌
1965年（昭和40年）制定。作詞は財部通政、作曲は佐藤貞二による。歌詞は3番まであり、各番の歌詞中に校名の「山田小学校」が登場する。
通学区域
都城市山田町のうち
木之川内地区 - 牛谷・瀬茅・毘沙丸・万ヶ塚・田中・和田上・倉平・修行
中学校区は都城市立山田中学校。

## 沿革
- 1936年（昭和11年）4月1日 - 山田尋常高等小学校から分離する形で「木之川内尋常小学校」が創立。
- 1941年（昭和16年）4月1日 - 国民学校令施行により、「山田村木之川内国民学校」に改称。尋常科を初等科に改める。
- 1947年（昭和22年）- 学制改革が行われる（六・三制の実施）4月1日 - 山田国民学校の初等科は、新制小学校「山田村立木之川内小学校」に改組・改称。
- 1953年（昭和28年）1月15日 - 町制施行により、「山田町立木之川内小学校」に改称。講堂を改築。
- 1960年（昭和35年）- 新校旗を制定。
- 1968年（昭和43年）- プールが完成。
- 1986年（昭和61年）- 開校50周年記念式典を挙行。
- 1995年（平成7年）- 校舎の大規模改造を実施。
- 2005年（平成17年）- 新体育館が完成。
- 2006年（平成18年）1月1日 - 都城市との合併により、「都城市立木之川内小学校」（現校名）と改称。

## 交通アクセス
最寄りの鉄道駅
- JR九州 日豊本線 「万ヶ塚駅」・「東高崎駅」

最寄りのバス停留所
- 高崎観光バス「木之川内小」停留所

最寄りの幹線道路
- 宮崎県道42号都城野尻線

## 周辺
- 山田木之川内体育館
- 木之川内川